# Taeniolethrinops cyrtonotus
Espèce
Statut de conservation UICN

 LC  : Préoccupation mineure
Taeniolethrinops cyrtonotus est une espèce de poisson de la famille des Cichlidés endémique du lac Malawi en Afrique.